# Mormon fundamentalizmus
A mormonizmusban számtalan külön csoport alakult ki az idők folyamán, ezekről lásd: mormon felekezetek.    
Joseph Smith egyházalapító halála után válság kapcsán kialakult mormon felekezetekről lásd: mormonizmus.
Ez a cikk csak a Brigham Young-féle többségi mormon irányzattól, Az Utolsó Napi Szentek Jézus Krisztus Egyházától elszakadt felekezetekről szól, melyek elsősorban az 1890-es többnejűség gyakorlatát eltörlő döntés elleni tiltakozásként függetlenedtek.

## Mormon fundamentalizmus
A fundamentalisták azok a mormonok, akik elszakadtak az egyháztól 1890-től kezdődően. Az elszakadás fő oka az egyház 1890-es nyilatkozata, mely betiltotta a többnejűség gyakorlatát.   
А többnejűség, sok pozitív hatása mellett, néha problémát is okozott az egyház történetében. Az egyszerű tagok egynegyede, míg az egyházi vezetők közel 100%-a gyakorolta.   
A XIX. századi utolsó napi szentek hitük egyik alapvető tételeként fogták fel a többnejűséget.  Más részről azonban a többnejűség és a teokratikus államforma miatt a USA szövetségi hatóságai megtagadták Utah felvételét az Amerikai Egyesült Államokba, mivel alkotmányellenesnek nyilvánították mind a teokratikus államformát, mind a többnejűség gyakorlatát. A teokratikus államforma leépítése ezért már a 80-as években megkezdődött, a polgári és az egyházi hatóságok szétválasztása a gyakorlatban megtörtént (természetesen tagjain keresztül az egyház fenntartotta befolyását a polgári hatóságokban továbbra is, ez azonban már nem ütközött az USA alkotmányába, mely csupán a vallás és az egyház szervezeti összefonódását tiltja), azonban a többnejűség kérdése nehezebb problémának bizonyult.   
Az USA szövetségi hatóságai már a harmadik egyházelnökre, John Taylorra nyomást gyakoroltak a többnejűség megszüntetése érdekében. John Taylor egyházelnök más fontos egyházi vezetőkkel 1886 szeptemberében összegyűlt Centerville városban (Utah) egy bizalmas gyűlésre, melynek célja a többnejűséget megszüntető egyházi nyilatkozat szövegének megvitatása volt. A gyűlés azzal zárult, hogy Taylor egyházelnök mint próféta nem dönthet, míg nem kap isteni sugalmazást ez ügyben, ezért a gyűlés a döntést másnapra halasztotta, hogy az éjszaka folyamán a próféta tanácsot kérhessen Istentől. Másnap, Taylor egyházelnök vezetőtársai elé tárta, hogy az éjszaka folyamán megjelent előtte a halott Joseph Smith egyházalapító, s a tőle kapott Taylor útmutatás alapján meg is tagadta a többnejűséget visszavonó nyilatkozat aláírását, kijelentve, hogy "egy örökös érvényű dogma nem vönható vissza". Sőt, társainak kijelentette, hogy amíg létezik az Egyház, addig "nem múlhat el év többnejű házasságban született gyermekek nélkül", s megeskette öt társát, hogy ezt be fogják tartani.
Az Egyház ezt a történetet a centerville-i gyűlésről és Taylor szavairól nem tekinti hitelesnek, hanem a fundamentalisták meséjének, mellyel saját igazukat próbálják alátámasztani.   
Miután a negyedik egyházelnök, Wilford Woodfruff 4 évvel később beszüntette a többnejűség gyakorlatát, néhány egyháztag ezt nem fogadta el. Álláspontjukat megerősítve láttak abban is, hogy a többnejűséget visszavonó nyilatkozat "csak" mint függelék került be a Tan és a szövetségek-be, ezt úgy értékelték, hogy az egyházelnök nem szabad akaratából, hanem kényszerből tette meg nyilatkozatát.
A többnejűség azonban nem szűnt meg az egyházban 1890, a nyilatkozat kiadása után sem. Több hivatalos egyházi lépésre volt még szükség a többnejűség gyakorlatának megszüntetése érdekében. 1904 áprilisában az Első Elnökség újabb útmutatást adott ki, melyben kijelentette, hogy a többnejű házasságot létesítő személyek kivétel nélkül ki lesznek zárva az Egyházból, majd 1921-ben új útmutatás született, melyben immár nemcsak a többnejű házasságba lépők, hanem a többnejű házassági szertartásokon résztvevők ellen is feltétlen kiközösítés lett kilátásba helyezve.
Ennek ellenére, a többnejűség folytatódott. Egyes csoportok kiléptek az Egyházból, önálló felekezeteket alapítva, kijelenve, hogy az Egyház a hitehagyás bűnébe esett. Más csoportok az Egyházon belül maradtak, titokban folytatva a többnejűség gyakorlatát. Ma már az Egyházon belüli titkos többnejűség nagyon ritka jelenség, viszont több tucatnyi önálló többnejű felekezet működik, melyek tagsága a néhány száztól a több ezerig terjed.

## Hitelvek
A fundamentalistáknak azonban nem a többnejűség gyakorlása az egyetlen jellemzőjük, mely megkülönbözteti őket az Egyháztól. Több más hitelv is van, melyek szerepeltek az Egyház gyakorlatában, de később megváltoztatták őket, s ma már nem képezik az Egyház hitelveinek részét. Ezekhez a hitelvekhez azonban a fundamentalisták továbbra is ragaszkodnak.   
A legfontosabb ilyen hitelvek a következők:   
- Ádám-Isten dogma – Brigham Young, második egyházelnök azt tanította,[7] hogy Isten nem csupán az emberiség teremtője, hanem fizikailag is tőle származik az emberiség, azaz az első ember (Ádám) és Isten valójában egy és ugyanazon személy. Ez a hitelv valójában illeszkedett abba az utolsó napi szent istenfelfogásba, mely szerint az istenek nem öröktől fogva mindenható lények, hanem felmagasztosult volt emberek. Brigham Young halála utána azonban az Ádám-Isten dogma már nem képezte a hivatalos egyházi tanítások részét, sőt később mint hamis tanítás lett megítélve.

A hivatalos állásfoglalás szerint az Egyház olyat soha nem tanított, hogy Ádám és Isten egy személy lenne.
- A véráldozat elve – A korai egyháztagok között elterjedt volt az az elgondolás, hogy Jézus Krisztus áldozata nem volt teljes megváltó erejű, mivel léteznek olyan emberi súlyos bűnök, melyekre nem ad felmentést Jézus kereszthalála: Az ilyen súlyos bűnök alól a vétkes csak saját véráldozata által szabadulhat, hogy megmeneküljön az örök kárhozattól.[8] Bár az egyház akkori vezetője, Brigham Young azt tanította, hogy az ilyen áldozatnak önkéntesen kell végbemennie, ennek ellenére ez az elgondolás több önbíráskodó gyilkossághoz is vezetett a XIX. században, elsősorban az egyház "árulói" ellen. Bár Az Utolsó Napi Szentek Jézus Krisztus Egyháza nem tanítja ezt a hitelvet, az mind a mai napig nyomot hagyott a mormon kultúrán, például Utah volt azon kevés állam egyike, ahol a halálos ítéletek végrehajtásának fő módja még a 2000-es években is a véráldozattal járó főbelővés volt (ma már Utahban is a halálos injekció a fő kivégzési módszer).

A hivatalos állásfoglalás szerint az egyház dogmái között soha nem szerepelt a "véráldozat elve".
- Faji alapú papság – 1978-ig az egyház fekete-afrikai származású tagjai nem kaphatták meg a papságot.[9] A fundamentalisták szerint a tiltást továbbra is fenn kellett volna tartani.

A hivatalos állásfoglalás szerint az egyház isteni kinyilatkoztatás miatt változtatott ezen a gyakorlaton, amelynek a XIX. századi bevezetése is a kor társadalmi gyakorlatát tükrözte, tanbéli alapok nélkül.
- Egyesült Rend – a korai mormonizmusban az egyik elérendő cél az utópisztikus kommunisztikus alapokon nyugvó tulajdonközösség bevezetése volt,[10] majd később ezen változtattak, ma már Az Utolsó Napi Szentek Jézus Krisztus Egyháza a magántulajdont védi, a közös tulajdonlás elvének helyére a tizedfizetés és a böjti felajánlások kötelezettsége lépett. A fundamentalista mormon csoportok nagyobb része szintén nem gyakorolja ma már az Egyesült Rendet.

A hivatalos állásfoglalás szerint az egyház egy része abban a rendben élt a korai időszakban, mint Énok Sionja vagy az apostolok idejében a szentek. A vagyonukat felajánlották a püspöknek, és utána a szükségleteiknek megfelelően kaptak vissza magántulajdont. Utána a megtermelt "profitot", vagyis a család szükségletein felüli részt szintén a püspöknek adták. Nem volt köztük gazdag, sem szegény. ApCsel 4:32-37 szerint: "És letevék az apostolok lábainál: aztán elosztatott az egyesek közt, a mint kinek-kinek szüksége vala." A kommunizmus más alapokon nyugszik.

## Jelentősebb mormon fundamentalista felekezetek

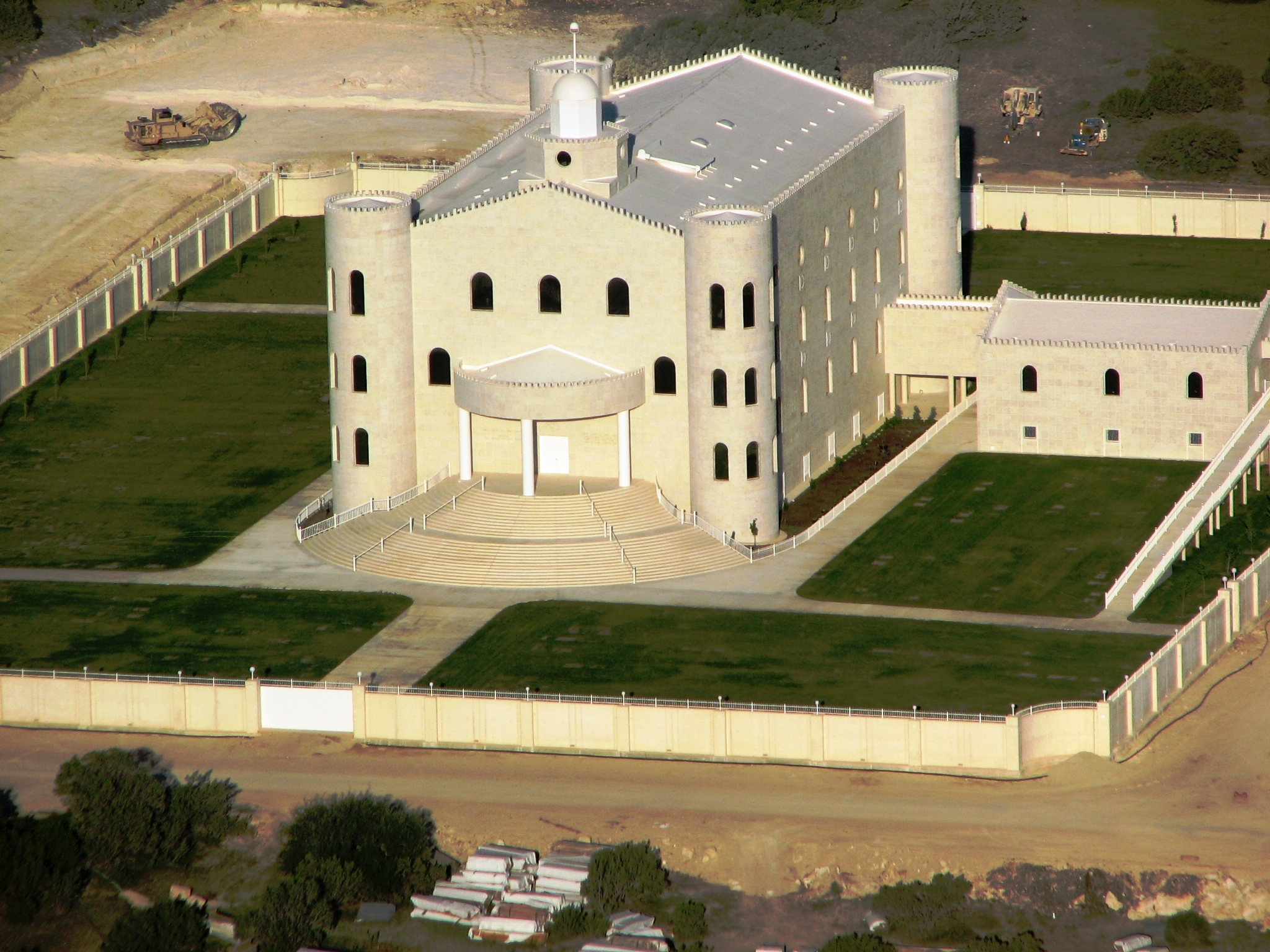
A Utolsó Napok Szentjeinek Újraalapított Fundamentalista Jézus Krisztus Egyháza központi épülete

1. Utolsó Napok Szentjeinek Fundamentalista Jézus Krisztus Egyháza Fundamentalist Church of Jesus Christ of Latter-day Saints  – A Utolsó Napok Szentjeinek Újraalapított Fundamentalista Jézus Krisztus Egyháza központi épülete Központja: Eldorado, Texas. Tagsága: kb. 10 ezer fő.
2. Apostoli Egyesült Testvériség Apostolic United Brethren – Tagsága: 8 ezer fő. Központja: Bluffdale, Utah.
3. Utolsó Napok Szentjeinek Igaz és Élő Jézus Krisztus Egyháza True and Living Church of Jesus Christ of Saints of the Last Days – Központja: Manti, Utah.